# Olympiska eden
Den olympiska eden eller OS-eden svärs av deltagare och domare i samband med olympiska spelen. Införandet av en ed föreslogs första gången 1906. men blev verklighet först 1920.

### Fotnoter
1. ↑  ”Wendl, Karel. "The Olympic Oath - A Brief History" ''Citius, Altius, Fortius'' (''Journal of Olympic History'' since 1997). Winter 1995. pp. 4,5.” (PDF). Arkiverad från originalet den 7 september 2008. https://web.archive.org/web/20080907203340/http://www.la84foundation.org/SportsLibrary/JOH/JOHv3n1/JOHv3n1c.pdf. Läst 24 oktober 2011.